# جزیره اسرارآمیز (فیلم ۲۰۱۱)
جزیره اسرارآمیز (انگلیسی: Mysterious Island, چینی: 孤島驚魂) فیلمی در ژانر ترسناک به کارگردانی Rico Chung است که در سال ۲۰۱۱ منتشر شد.